# Anita Nall
Anita Nall (Estados Unidos, 21 de julio de 1976) es una nadadora estadounidense retirada especializada en pruebas de estilo braza, donde consiguió ser subcampeona olímpica en 1992 en los 100 metros.

## Carrera deportiva
En los Juegos Olímpicos de Barcelona 1992 ganó la medalla de plata en los 100 metros braza, con un tiempo de 1:08.17 segundos, tras Yelena Rudkovskaya del Equipo unificado, y por delante de la australiana Samantha Riley; ganó el bronce en los 200 metros braza, con un tiempo de 2:26.88 segundos, tras la japonesa Kyoko Iwasaki y la china Lin Li; y además el oro junto con su equipo en los relevos de 4x100 metros estilos, por delante de Alemania (plata) y el equipo unificado (bronce).